# (1459) Magnya
(1459) Magnya es un asteroide perteneciente al cinturón de asteroides descubierto el 4 de noviembre de 1937 por Grigori Nikoláievich Neúimin desde el observatorio de Simeiz en Crimea.
Está nombrado por una palabra traducida del latín al ruso que significa claro, brillante.